# HX Большого Пса
HX Большого Пса (лат. HX Canis Majoris) — одиночная переменная звезда в созвездии Большого Пса на расстоянии (вычисленном из значения параллакса) приблизительно 4905 световых лет (около 1504 парсеков) от Солнца. Видимая звёздная величина звезды — от +8,62m до +6,94m.

## Характеристики
HX Большого Пса — красная углеродная пульсирующая переменная звезда, мирида (M:) спектрального класса C.